# Президентські вибори в Румунії 2014
Президентські вибори в 2014 пройшли 2 (перший тур) і 16 листопада (другий тур).
У президентську гонку вступило 14 кандидатів, що стало найбільшим числом з виборів 1996 року. За основними опитуваннями, найбільші шанси на проходження у другий тур були у прем'єр-міністра Віктора Понти від Соціал-демократичної партії і мера Сібіу Клауса Йоганніса від Ліберального християнського альянсу (.). Йоганніс належить до німецької меншини країни і є активним прибічником збереження членства Румунії у Європейськім союзі, закликаючи до «хорошої роботи для Румунії ». Його виборча кампанія була зосереджена на звинуваченнях соціал-демократичних губернаторів, котрих він називав «баронами», у економічних і політичних проблемах країни.
Віктор Понта  є прем'єр-міністром Румунії  з 2012 року і був сильно розкритикований опозицією за спірні поправки у Карному  кодексі, шо дозволяє змінити партію, не втрачаючи  своїх мандатів, а також за «Указ 45», який  характеризувався  ними як «спроба масової фальсифікації виборів». Румунський уряд піддається критиці і на міжнароднім рівні. Помічник держсекретаря США Вікторія Нуланд назвала те,  що відбувається  у визначених країнах Центральної і Південно-Східної Європи, «раком демократичного регресу і корупції», процвітаючого з допомогою політиків, котрі «захищають корумпованих  посадових осіб від карного переслідування і обходять парламент так часто, як це ім потрібно».

## Результат
За попередніми даними першого туру, Віктор Понта набрав від 38 % до 40 % голосів виборців, після нього- Клаус Йоханнис з 30 %, внаслідок чого було об'явлено про проведення другого туру. За результатами экзит-пол  другого туру, Віктор Понта отримав 50,9 % голосів, а Клаус Йоганніс — 49,1 %. Після цього, Понта привітав Йоганніса з перемогою, зазначивши, що «у нас демократична країна. Народ завжди правий ». Таким чином, він визнав свою поразку,  при цьому виключивши можливість своєї відставки з поста прем'єр-міністра.